# King (motorfiets)
King is een historisch motorfietsmerk.
W. King & Co., Cambridge (1901-1907). 
Een van de pioniers in Engeland, die driewielers met De Dion-motoren bouwde, later ook motorfietsen met Minerva-, MMC-, DAW-, Kelecom-Antoine-, Saroléa en andere inbouwmotoren.